# 눈벽 대체 과정

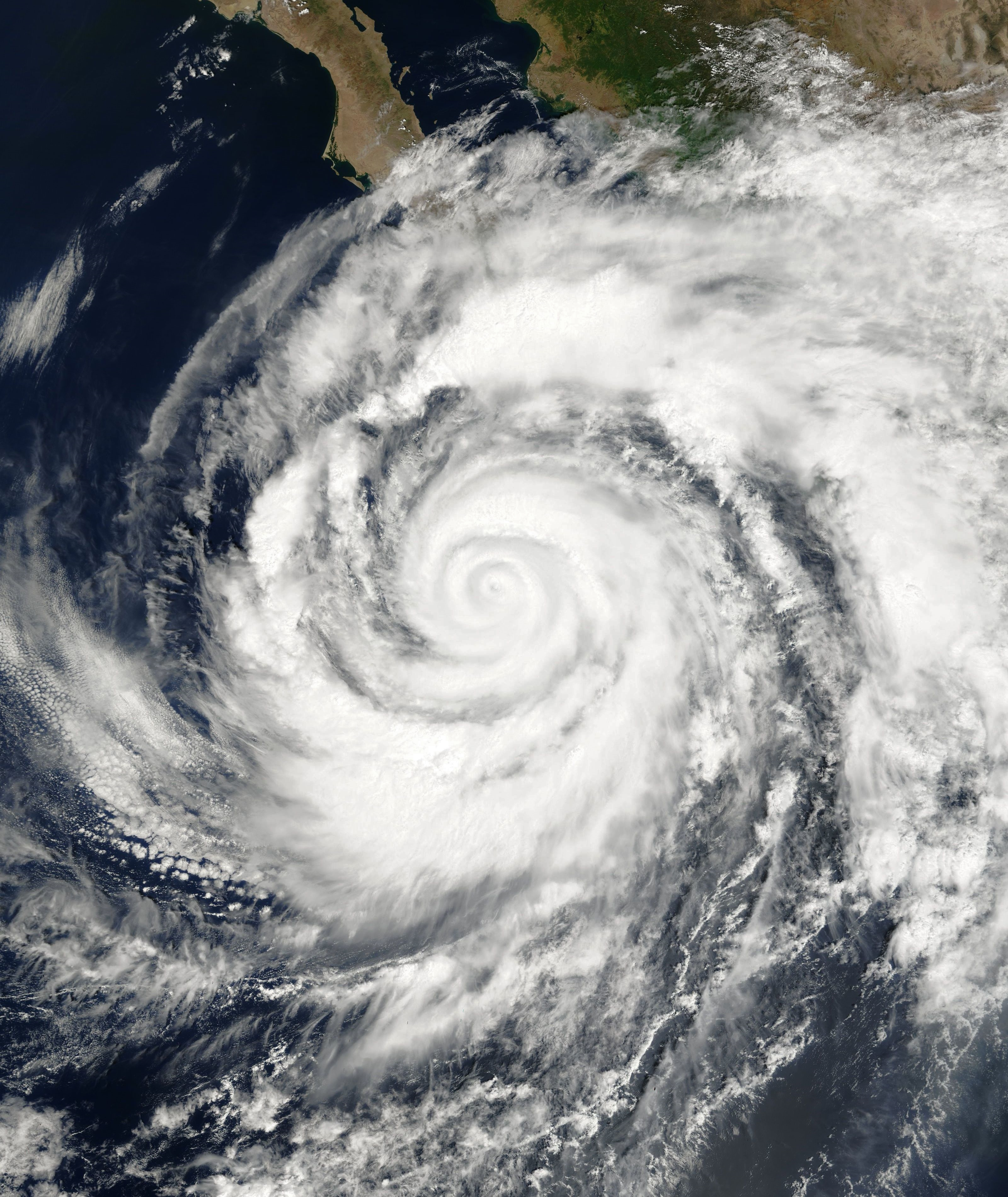
극히 희귀한 경우로, 태풍의 눈이 3개가 되는 경우가 있다. 그런 경우를 보여주었던 2001년의 허리케인 줄리엣의 모습.

기상학에서 눈벽 대체 과정, 눈벽 대체 주기(Eyewall replacement cycle, ERC) 혹은 동심원적 눈벽 주기(concentric eyewall cycles)는 일반적으로 185 km/h 이상의 강풍을 동반한 강력한 열대 저기압이나 사피어-심프슨 허리케인 등급 3등급 이상의 강한 허리케인에서 자연적으로 발생하는 현상이다. 열대 저기압이 이 정도 규모로 강력해져 안쪽의 눈벽이 수축하거나 이미 작아져 있던 상태였다면 태풍 바깥쪽의 강우대가 강해져 동그란 뇌우대(새로운 바깥쪽 태풍의 눈)로 조직되며, 이 새로운 눈벽은 천천히 안쪽으로 이동하여 원래 안쪽 강우대에 필요한 수분과 각운동량을 빼앗아간다. 가장 강력한 바람은 열대 저기압의 눈벽에서 불기 때문에 새로운 눈벽이 안쪽으로 들어가는 시기에는 안쪽 눈벽이 바깥쪽 눈벽에게 '질식'당해 폭풍이 일시적으로 약해지는 시기가 찾아온다. 이후 새로운 바깥쪽 눈벽이 원래 있던 안쪽의 태풍의 눈벽을 완벽하게 대체하면 저기압의 세력이 다시 강해진다.
이러한 눈벽 대체 과정의 발견은 미국 정부의 인위적인 허리케인 변화 실험인 프로젝트 스톰퓨리의 종결에 부분적인 영향을 미쳤다. 이 프로젝트는 안벽 바깥의 구름에 구름씨를 뿌려 새로운 눈벽을 만들어 폭풍을 약화시킨다는 목표를 가지고 시작되었다. 하지만 이런 눈벽 대체 과정은 허레케인역학적으로 자연스러운 과정이라는 사실이 밝혀지자 프로젝트가 폐기되었다.
거의 모든 강력한 열대 저기압은 눈벽 대체 과정을 한번 이상 겪는다. 현대 연구에서는 모든 열대 저기압의 절반, 204 km/h 이상의 강풍이 부는 거의 모든 열대 저기압은 눈벽 대체 과정을 겪는다. 1980년의 허리케인 앨런은 사피어-심프슨 허리케인 등급 5등급과 4등급을 여러 차례 왔다갔다하며 반복적인 눈벽 대체 과정을 겪었다. 또한 이 과정에서 극히 드물게 나타나는 열대 저기압의 3중눈(태풍의 눈이 3개인 현상)은 1975년 태풍 준이 최초로 보고된 사례이며 이후 공식적으로 3중눈이 확인된 사례로는 2001년 허리케인 줄리엣과 허리케인 아이리스가 있다.

## 역사

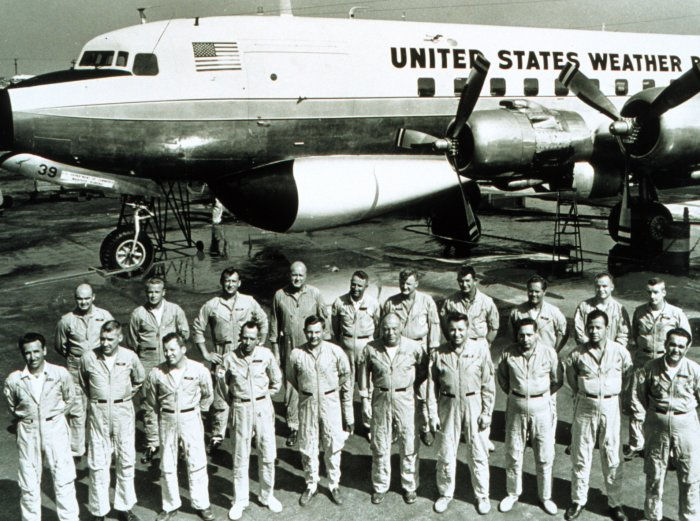
1966년 프로젝트 스톰퓨리에 참여한 대원을 촬영한 사진.

동심원 모양의 눈벽이 처음으로 관측된 열대 저기압은 1956년 태풍 사라로 그 당시 태풍 관측대원은 "태풍의 눈 속의 눈"이라고 묘사했다. 정찰기를 통해 당시 태풍은 안쪽 눈벽이 약 6 km 직경으로, 바깥쪽 눈벽은 약 28 km 직경으로 있는 것을 관측했다. 8시간 후 이뤄진 비행에서 안쪽 눈벽은 사라졌으며 바깥쪽 눈벽은 직경이 약 16 km로 줄어들었으며 최대지속풍속과 태풍의 세기는 다소 약해졌다. 동심원형 눈벽이 관측된 다음 저기압은 1960년의 허리케인 도나이다. 정찰기의 레이더는 저고도에서는 10 km, 대류권 경계 근처 고고도에서는 21 km에 달하는 다향한 직경의 눈벽이 관측되었다. 두 눈벽 사이에는 910 m에서 7,600 m까지 수직으로 열려 있는 맑게 하늘이 갠 영역이 있었다. 약 910 m 저고도에 있는 구름은 성층권의 수평한 동심원형 롤 같이 있었다고 묘사되었다. 바깥쪽 눈벽은 고도 약 14,000 m까지 닿아 있었지만, 안쪽 눈벽은 9,100 m 고도까지만 닿아 있었다. 동심형 눈벽을 확인한지 12시간이 지나자 안쪽 눈벽은 소멸했다.
1967년 허리케인 뷸라는 눈벽 대체 과정의 처음부터 끝까지를 전부 관측한 최초의 열대 저기압이다. 이전까지는 동심형 눈벽을 항공기를 통해서만 관측했다. 하지만 푸에르토리코의 육상레이더가 처음으로 34시간 연속 허리케인 뷸라를 관측했으며 이 기간 2중 눈벽이 형성되고 소멸되는 과정을 볼 수 있었다. 뷸라는 눈벽 대체 과정을 겪기 직전에 최대 세기였으며, 당시에는 눈벽 대체 과정 이후 세력이 약해지는 것이 "우연 이상의 상관관계가 있다"고 생각했다. 이전까지도 눈벽 대체 과정을 겪은 저기압은 세력이 약해진다는 관측 결과가 있었지만 정확하게 왜 약해지는지에 대한 명확한 이론은 없었다.

### 프로젝트 스톰퓨리
1946년 초, 과냉각된 물이 있는 구름에 이산화 탄소 얼음(드라이아이스)이나 아이오딘화 은을 흩뿌리면 물방울의 일부가 얼음이 되어 베게너-베르게론-핀더슨 과정이라는 일련의 과정으로 이 얼음핵이 물방울이 되어 비가 된다는 과정이 알려져 있었다. 또한 강수량이 증가하면 폭풍은 약해진다. 1960년대 초까지만 해도 허리케인의 눈벽은 보통 불안정하고 구름에는 다량의 과냉각된 물이 있다는 것이 정설로 통용되었다. 따라서 폭풍의 바깥쪽 눈벽에 이런 비를 내리게 하는 드라이아이스같은 '강우핵'을 뿌리면 더 많은 잠열이 방출되어 눈벽이 더 커진다고 여겨졌다. 이렇게 눈벽이 확장되면 각운동량 보존을 위해 최대풍속이 줄어들고, 이를 통해 인위적으로 열대 저기압의 세력을 약화시킬 수 있다고 생각했다.
프로젝트 스톰퓨리는 열대 저기압에 항공기를 날려 아이오딘화 은을 뿌리는 등 인공강우을 유도해 저기압의 세력을 인위적으로 약화시키러고 했던 프로젝트이다. 미국 정부가 1962년부터 1983년까지 운영했다.
아이오딘화 은이 폭풍우 속의 과냉각된 물을 얼게 만들어 허리케인의 내부 구조를 파괴한다는 가정을 두고 프로젝트가 시작되었다. 이를 통해 대서양의 여러 허리케인을 상대로 인공강우가 몇 차례 시도되었다. 하지만 나중에는 위의 가설이 틀렸음이 밝혀졌다. 실제로는 대부분의 허리케인에서 인공강우가 가능할 정도로 과냉각된 물이 많이 있지 않다는 사실이 알려졌다. 또한 연구자들은 인공강우를 하지 않은 허리케인에서 인공강우를 한 허리케인에서 예상한 과정의 눈벽 대체 과정이 똑같이 일어난다는 사실이 밝혀졌다. 이 발견을 통해 동심원형 눈벽에서 보고되었던 일시적인 세력 약화가 자연스럽게 설명되었기 때문에 스톰퓨리 프로젝트가 과연 성공할 수 있을지에 대해 의문이 나오기 시작했다.
마지막 시험 비행은 1971년 이뤄졌는데 이는 인공강우를 시험할 허리케인이 부족하고 NOAA 함대 운용이 변화하면서 겹친 일이었다. 마지막 인공강우 시험이 있은지 10년이 지난 후 프로젝트 스톰퓨리는 공식적으로 폐기되었다. 허리케인을 약화시킨다는 프로젝트 목표는 실패했지만 프로젝트 스톰퓨리에는 거둔 성과도 있었다. 스톰퓨리를 통해 얻은 관측 데이터와 폭풍의 수명 연구를 통해 기상학자들이 향후 허리케인의 이동과 세력을 예측하는 능력이 늘어날 수 있게 도움을 받았다.

## 2차 눈벽

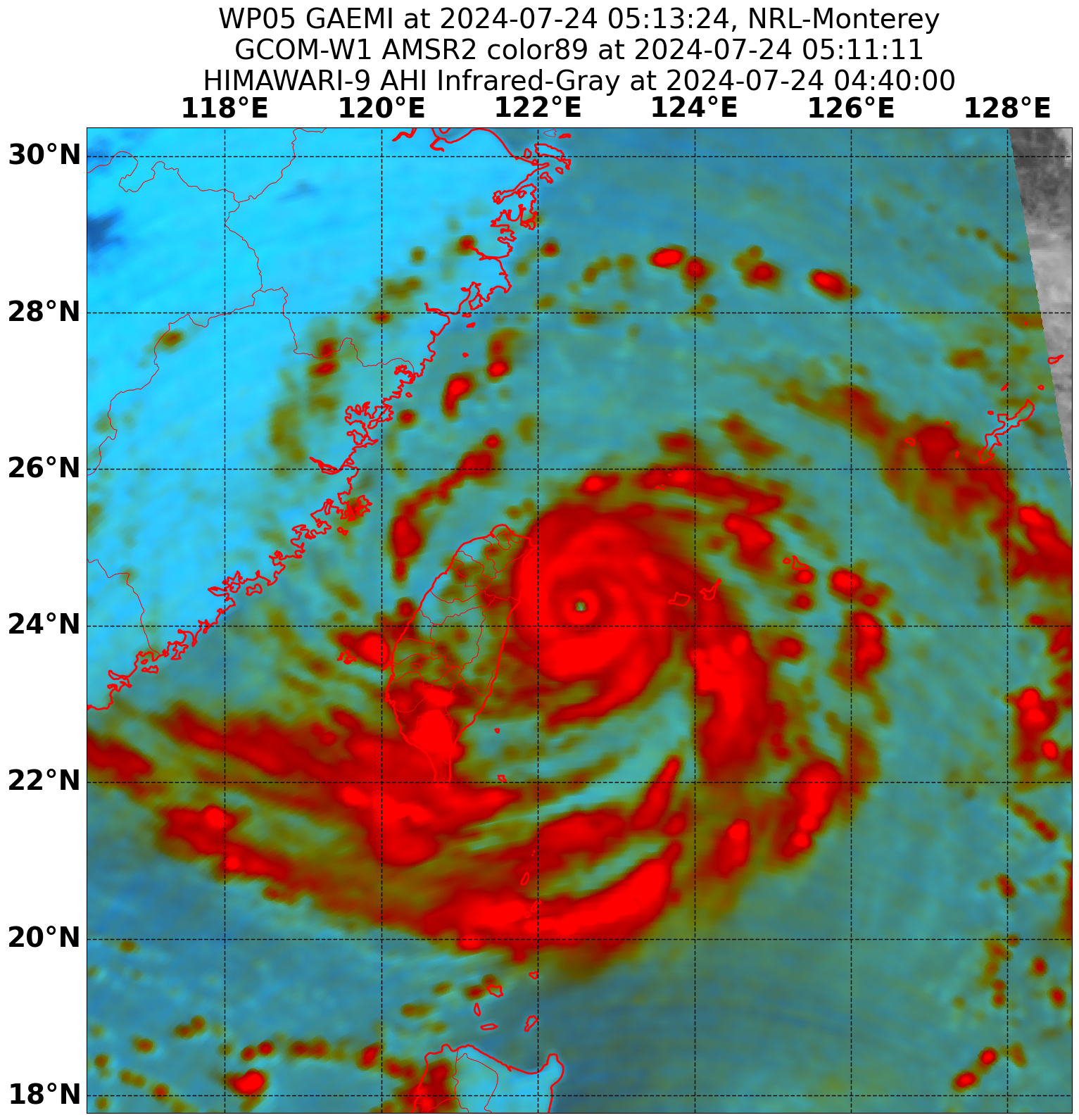
2024년 태풍 개미 당시 대만 동북쪽 해역으로 접근하면서 눈벽 대체 과정을 거친 태풍의 마이크로파 레이더의 모습

### 식별
허리케인 분석가가 2차 눈벽을 정성적으로 존재하는지 식별하긴 쉽다. 위성 또는 레이더 사진을 통해 강화된 대류를 가진 동심원형 고리가 두 개 있는지 확인하면 된다. 바깥쪽 눈벽은 거의 원형에 가깝고 안쪽 눈벽과 동심원을 이룬다. 하지만 2차 눈벽이 무엇인지 객관적인 정의가 없기 때문에 정량적인 2차 눈벽 분석은 훨씬 어렵다. 코신 등의 연구진은 바깥쪽 눈벽이 안쪽 눈벽과 눈에 띄게 떨어져 있어야 하며, 구름이 없는 해자 같은 영역이 75% 이상 닫혀 있어야 한다고 정의했다.

## 환형 저기압으로 진화
고리 모양의 환형 열대 저기압은 더 크고 원형으로 대칭인 하나의 눈벽을 가지고 있다. 관측에 따르면 눈벽 대체 과정은 환형 저기압으로 발달을 유도할 수도 있다. 일부 허리케인은 눈벽 대체 과정 없이도 환형 허리케인으로 발달하기도 하지만 제2의 눈벽 형성으로 이어지는 역학이 환형 눈의 발달에 필요한 역학과 유사할 수 있다는 가설이 제기되었다. 2019년 태풍 우딥과 1997년 태풍 위니가 저기압이 눈벽 대체 과정을 거친 후 환형 열대 저기압으로 바뀐 대표적인 사례이다. 환형 저기압은 눈벽 대체 주기 과정에서 시뮬레이션 할 수도 있다. 이 시뮬레이션에서는 주요 강우대가 서로 겹치도록 강해지다가 나선형으로 합쳐지며 하나의 동심원 모양 눈벽으로 만들어진다. 안쪽 눈벽은 이 과정에서 소멸되며 저기압에선 강우대가 없는 하나의 거대한 큰 눈만 남게 된다.

## 참고 문헌

### 서적
- Paul V. Kislow (2008). 《Hurricanes: background, history and bibliography》. Nova Publishers. 50쪽. ISBN 978-1-59454-727-0.
- Kshudiram Saha (2009). 《Tropical Circulation Systems and Monsoons》. Springer. 76쪽. ISBN 978-3-642-03372-8.

### 웹 페이지
- “Satellite examples of eyewall replacement cycles”. 《CIMSS Satellite Blog》. 2010년 8월 28일에 확인함.
- Jeff Haby. “Answers: How hurricanes replace their eyewalls”. 《Haby's Weather Forecasting Hints》. 2009년 11월 19일에 확인함.
- Chris Cappella (2004년 8월 31일). “Answers: How hurricanes replace their eyewalls”. 《USA Today》. 2009년 11월 19일에 확인함.
- R.L. Deal (2006년 4월 20일). “Eye Wall Replacement In Tropical Cyclones” (PDF). 《MET3300 Project》. The Florida State University. 2009년 11월 19일에 확인함.[깨진 링크]
- “Eyewall Replacement Cycles”. 《(Requires free registration)》. University Corporation for Atmospheric Research. 2007. 2009년 11월 19일에 확인함.
- J.P. Kossin and D.S. Nolan. “Tropical Cyclone Structure and Intensity Change Related to Eyewall Replacement Cycles and Annular Storm Formation, Utilizing Objective Interpretation of Satellite Data and Model Analyses” (PDF). 2009년 11월 19일에 확인함.[깨진 링크]
- Jon Hamilton (2007년 3월 1일). “Why Katrina Became a Monster and Rita Fizzled”. 《All Things Considered》. National Public Radio. 2009년 11월 19일에 확인함.

### 저널 논문
- Willoughby, H. E. (1979). “Forced Secondary Circulations in Hurricanes”. 《J. Geophys. Res.》 84 (C6): 3173–3183. Bibcode:1979JGR....84.3173W. doi:10.1029/JC084iC06p03173.
- Kossin, J.P.; Schubert, W.H; Montgomery, M.T. (2000). “Unstable Interactions between a Hurricane's Primary Eyewall and a Secondary Ring of Enhanced Vorticity”. 《J. Atmos. Sci.》 57 (24): 3893–3917. Bibcode:2000JAtS...57.3893K. CiteSeerX 10.1.1.545.9634. doi:10.1175/1520-0469(2001)058<3893:UIBAHS>2.0.CO;2. S2CID 17839484.
- Sitkowski, M.; Barnes, G.M. (2009). “Low-Level Thermodynamic, Kinematic, and Reflectivity Fields of Hurricane Guillermo (1997) during Rapid Intensification”. 《Mon. Wea. Rev.》 137 (2): 645–663. Bibcode:2009MWRv..137..645S. doi:10.1175/2008MWR2531.1. hdl:10125/20710.
- Zhang, Qing-hong; Kuo, Ying-hwa; Chen, Shou-jun (2005). “Interaction between concentric eye-walls in super typhoon Winnie (1997)”. 《Quarterly Journal of the Royal Meteorological Society》 131 (612): 3183–3204. Bibcode:2005QJRMS.131.3183Z. doi:10.1256/qj.04.33. S2CID 124037737.
- Emanuel, K (2003). “Tropical Cyclones”. 《Annu Rev Earth Planet Sci》 31 (1): 75–104. Bibcode:2003AREPS..31...75E. doi:10.1146/annurev.earth.31.100901.141259.
- Oda, M.; Nakanishi, M.; Naito, G. (2006). “Interaction of an Asymmetric Double Vortex and Trochoidal Motion of a Tropical Cyclone with the Concentric Eyewall Structure”. 《J. Atmos. Sci.》 63 (3): 1069–1081. Bibcode:2006JAtS...63.1069O. doi:10.1175/JAS3670.1.
- Zhao, K.; Lee, W.-C.; Jou, B. J.-D. (2008). “Single Doppler radar observation of the concentric eyewall in Typhoon Saomai, 2006, near landfall”. 《Geophys. Res. Lett.》 35 (7): L07807. Bibcode:2008GeoRL..3507807Z. doi:10.1029/2007GL032773.
- Kuo, H.C.; Schubert, W.H.; Tsai, C.L.; Kuo, Y.F. (2008). “Vortex Interactions and Barotropic Aspects of Concentric Eyewall Formation” (PDF). 《Mon. Wea. Rev.》 136 (12): 5183–5198. Bibcode:2008MWRv..136.5183K. doi:10.1175/2008MWR2378.1. 2022년 10월 2일에 원본 문서 (PDF)에서 보존된 문서. 2023년 8월 13일에 확인함.
- Rozoff, C.M.; Kossin, J.P.; Schubert, W.H.; Mulero, P.J. (2009). “Internal Control of Hurricane Intensity Variability: The Dual Nature of Potential Vorticity Mixing”. 《J. Atmos. Sci.》 66 (1): 133–147. Bibcode:2009JAtS...66..133R. doi:10.1175/2008JAS2717.1. S2CID 18661045.
- Zhu, T.; Zhang, D.L.; Weng, F. (2004). “Numerical Simulation of Hurricane Bonnie (1998). Part I: Eyewall Evolution and Intensity Changes”. 《Mon. Wea. Rev.》 132 (1): 225–241. Bibcode:2004MWRv..132..225Z. doi:10.1175/1520-0493(2004)132<0225:NSOHBP>2.0.CO;2. S2CID 53522286.
- Nong, S.; Emanuel, K. (2003). “A numerical study of the genesis of concentric eyewalls in hurricanes”. 《Quarterly Journal of the Royal Meteorological Society》 129 (595): 3323–3338. Bibcode:2003QJRMS.129.3323N. doi:10.1256/qj.01.132. S2CID 119822839.
- Kuo, H.C.; Lin, L.Y.; Chang, C.P.; Williams, R.T. (2004). “The Formation of Concentric Vorticity Structures in Typhoons”. 《J. Atmos. Sci.》 61 (22): 2722–2734. Bibcode:2004JAtS...61.2722K. CiteSeerX 10.1.1.509.1655. doi:10.1175/JAS3286.1. S2CID 53479157.
- Terwey, W.D.; Montgomery, M.T. (2008). “Secondary eyewall formation in two idealized, full-physics modeled hurricanes”. 《J. Geophys. Res.》 113 (D12): D12112. Bibcode:2008JGRD..11312112T. doi:10.1029/2007JD008897. hdl:10945/36925.
- Maclay, K.S.; DeMaria, M.; Vonder Haar, T.H. (2008). “Tropical Cyclone Inner-Core Kinetic Energy Evolution”. 《Mon. Wea. Rev.》 136 (12): 4882–4898. Bibcode:2008MWRv..136.4882M. doi:10.1175/2008MWR2268.1.